# Туляремия
Туляреми́я (от названия округа Туларе (англ. Tulare County) в Калифорнии + др.-греч. αἷμα — кровь) — зооантропонозная инфекция, имеющая природную очаговость. Характеризуется интоксикацией, лихорадкой, поражением лимфатических узлов. Возбудитель заболевания — мелкая бактерия Francisella tularensis. Она грамотрицательна, при продолжительной экспозиции окрашивается по способу Романовского, а также фуксином, метиленовым синим и по Морозову. Бактерии культивируются в аэробных условиях, лучше на твёрдой или жидкой желточных средах, на кровяном агаре с цистином. При нагревании до 60 °C погибает через 5—10 минут, при кипячении — немедленно. Источниками инфекции являются зайцы, кролики, водяные крысы, полёвки. В природных очагах периодически возникают эпизоотии. Инфекция передаётся человеку или непосредственно при контакте с животными (охота), или через заражённые пищевые продукты и воду, реже аспирационным путём (при обработке зерновых и фуражных продуктов, обмолоте хлеба), кровососущими членистоногими (слепень, клещ, комар и др.).

## История открытия болезни
В 1910 году сотрудники Калифорнийской противочумной станции (США) Маккой и Чепин обратили внимание на чумоподобные бубоны у местных сусликов, обитающих вблизи озера Туляре. Попытки выделить от этих животных чумной микроб не увенчались успехом, но после кропотливой работы в 1912 году удалось обнаружить микроорганизм, названный Bacterium tularensis. В 1925 году Х. О'Хара в Японии выделил ту же бактерию, а позднее Е. Френсис установил их идентичность и сообщил, что инфекционная болезнь, получившая название туляремии, передаётся человеку от грызунов и насекомыми. Имя этого исследователя увековечено в родовом названии микроба (Francisella) и одном из синонимов туляремии (болезнь Френсиса). Другие синонимы — чумоподобная болезнь, малая чума, кроличья лихорадка, мышиная болезнь, лихорадка от оленьей мухи, эпидемический лимфаденит — либо подчёркивают сходство туляремии с чумой, либо акцентируют внимание на источниках и переносчиках возбудителя инфекции, либо отражают основной клинический признак туляремии — лимфаденит.
После открытия этой новой болезни туляремию описывали в Турции, Норвегии, Швеции, Германии, Австрии, Тунисе, Франции и многих других странах.
В России туляремия впервые официально зарегистрирована в 1926 году в низовьях Волги, у Астрахани. Полагают, что существовала она значительно раньше, но диагностировалась как лёгкая, «амбулаторная» форма чумы.
В изучение туляремии и борьбу с ней большой вклад внесли отечественные учёные Е. Павловский, Н. Олсуфьев, А. Боброва, Н. Гайский, Г. Руднев, И. Мещерякова, Б. Черкасский, И. Домарадский и другие.

## Симптомы и течение
Инкубационный период от нескольких часов до 21 дня, в среднем 3—7 дней. Различают бубонную, язвенно-бубонную, конъюнктивально-бубонную, ангинозно-бубонную, абдоминальную (кишечную), бронхо-пневмоническую с бронхитическим и пневмоническим вариантом течения, генерализованную (первично-септическая) формы. Болезнь начинается остро с внезапного подъёма температуры до 38,5—40 °C. Появляется резкая головная боль, головокружение, боли в мышцах ног, спины и поясничной области, потеря аппетита. В тяжёлых случаях может быть рвота, носовые кровотечения. Характерны выраженная потливость, нарушение сна в виде бессонницы или наоборот сонливости. Часто наблюдается эйфория и повышение активности на фоне высокой температуры. Отмечается покраснение и отёчность лица и конъюнктивы уже в первые дни болезни. Позднее на слизистой оболочке полости рта появляются точечные кровоизлияния. Язык обложен сероватым налётом. Характерный признак — увеличение различных лимфатических узлов, размеры которых могут быть от горошины до грецкого ореха. Со стороны сердечно-сосудистой системы отмечается брадикардия, гипотония. В крови лейкоцитоз с умеренным нейтрофильным сдвигом. Печень, селезёнка увеличиваются не во всех случаях. Боли в животе возможны при значительном увеличении мезентериальных лимфатических узлов. Лихорадка длится от 6 до 30 дней.
При бубонной форме туляремии возбудитель проникает через кожу, не оставляя следа, через 2—3 дня болезни развивается регионарный лимфаденит. Бубоны мало болезненны и имеют чёткие контуры величиной до 5 см. В дальнейшем происходит либо размягчение бубона (1—4 мес.), либо его самопроизвольное вскрытие с выделением густого сливкообразного гноя и образованием туляремийного свища. Чаще поражаются подмышечные, паховые и бедренные лимфатические узлы. Язвенно-бубонная форма характеризуется наличием первичного поражения на месте входных ворот инфекции. Конъюнктивально-бубонная форма развивается при попадании возбудителя на слизистые оболочки глаз. Типично появление фолликулярных разрастаний жёлтого цвета размером до просяного зерна на конъюнктиве. Бубон развивается в околоушных или подчелюстных областях, течение болезни длительное. Ангинозно-бубонная форма возникает при первичном поражении слизистой оболочки миндалин, обычно одной. Встречается при пищевом пути заражения. 
Есть формы туляремии с преимущественным поражением внутренних органов. Лёгочная форма — чаще регистрируется в осенне-зимний период. Генерализованная форма протекает по типу общей инфекции с выраженным токсикозом, потерей сознания, бредом, сильной головной и мышечной болями. Осложнения могут быть специфические (вторичная туляремийная пневмония, перитонит, перикардит, менингоэнцефалит), а также абсцессы, гангрены, обусловленные вторичной бактериальной флорой. Диагностика основывается на кожноаллергической пробе и серологических реакциях.

## Распространение
Природные очаги туляремии распространены на всех континентах Северного полушария в Европе, Азии и Северной Америке. Заболевания людей регистрируются в виде спорадических случаев и эпидемических вспышек в Австрии, Франции, Германии, Швеции, Японии, США и других странах. Нередко вспышки охватывают несколько сотен человек. Рост заболеваемости наблюдается в годы повышения численности грызунов.
В Российской Федерации туляремия обнаружена на территории практически всех краёв, областей, республик. Значительные вспышки возникали в юго-восточных районах Европейской части СССР во время Великой Отечественной войны, они были связаны с размножением огромного количества мышей.
В 90-е годы XX века в России ежегодно диагностировалось от 100 до 400 случаев заболевания людей, при этом 75 % приходилось на Северный, Центральный и Западно-Сибирский регионы России. Зарегистрировано несколько вспышек, в том числе в Ростовской, Смоленской и Оренбургской областях, Республике Башкортостан, а также в Москве (1995). В 2000—2003 гг. заболеваемость в РФ существенно снизилась и составляла 50—65 случаев в год, однако в 2004 году число заболевших вновь возросло до 123, а в 2005 году туляремией заболело несколько сотен человек. В 2010 году зарегистрировано 115 случаев туляремии (в 2009 году — 57). В 2013 году в Ханты-Мансийске туляремией заразились более 500 человек (на 1 сентября) и 840 человек на 10 сентября 2013 года. За 2024 год в Карелии было зарегистрировано 42 случая, в 2023-м их было 189.

## Этиология
Возбудитель — Francisella tularensis относится к семейству Francisellaceae, роду Francisella. Это мелкая грамотрицательная полиморфная (преимущественно кокковидная) палочка, неподвижная, спор не образует. Некоторые штаммы имеют тонкую капсулу. Франциселла относится к факультативным аэробам. Чрезвычайно прихотлива к условиям культивирования, не растёт на обычных питательных средах — мясо-пептонном агаре и бульоне. Оптимальными являются сложные агаровые или желточные слабощелочные среды с добавлением цистеина, кроличьей дефибринизированной крови, тканевых экстрактов и других стимуляторов роста.
Микроб содержит соматический (О) и оболочечный (Vi) антиген, обладает антигенным сродством с бруцеллами и возбудителем чумы, что объясняет перекрёстные серологические реакции и должно учитываться клиницистами при интерпретации результатов иммунологических исследований. Основным фактором патогенности является эндотоксин, аналогичный таковому других грамотрицательных бактерий.
В различных эколого-географических зонах мира циркулируют возбудители туляремии, отличающиеся между собой по патогенности, вирулентности, ферментативным и другим свойствам. Тип A (Nearctica, неарктический) распространён только в Северной Америке, высокопатогенен для человека и кроликов, ферментирует глицерин, продуцирует цитруллинуреидазу; его выделяют от грызунов и кровососущих насекомых. Тип В (Palaearctica, голарктический) регистрируется в Европе и Азии, умеренно патогенен для человека и кроликов, не ферментирует глицерин, не содержит цитруллинуреидазу, выделяется из воды и её обитателей. На территории России циркулирует подвид туляремийного микроба, относящийся к голарктическому типу.
Возбудитель туляремии характеризуется высокой устойчивостью в окружающей среде, особенно при низких температурах и высокой влажности (выживает при −30 °C, сохраняется во льду до 10 месяцев, в мороженом мясе до 3 месяцев), менее резистентен к высыханию (в шкурках павших от туляремии грызунов сохраняется до 1,5 месяцев при комнатной температуре и до 1 недели при температуре 30 °C). Остаётся жизнеспособным в речной воде при температуре 10 °C до 9 месяцев, в почве до 2,5—4 месяцев, на зерне, соломе при температуре −5 °C до 190 дней, при 8 °C до 2 месяцев, при 20—30 °C до 3 недель. Длительно сохраняется в молоке, сливках при низких температурах. Малоустойчив к высоким температурам (при 60 °C погибает через 5—10 минут, при 100° С — в течение 1—2 минут), солнечному свету, УФ-лучам, дезинфицирующим средствам (растворы лизола, хлорамина, хлорной извести убивают его за 3—5 минут).
Бактерии туляремии in vitro чувствительны к стрептомицину и другим аминогликозидам, левомицетину, тетрациклину, рифампицину, устойчивы к пенициллину и его аналогам.

## Эпизоотологические данные в ветеринарии
В естественных условиях восприимчивы к болезни грызуны, насекомоядные, хищные, непарнокопытные, парнокопытные, птицы, ластоногие, рептилии, амфибии, мягкотелые и кольчатые черви. Однако стоит учитывать, что подвергаются болезни лишь отдельные виды. Из сельскохозяйственных животных наиболее восприимчив молодняк (ягнята, поросята, цыплята). Заражение происходит алиментарно, аэрогенно и трансмиссивными путями.

## Диагностика
Для диагностики туляремии проводят серо-аллергические исследования, а для выделения культуры возбудителя заражают морских свинок, мышей с последующим их бактериологическим исследованием. Для заражения лабораторных животных можно использовать пунктат из увеличенных лимфатических узлов. Аллергическая диагностика туляремии производится внутрикожным введением тулярина.
В Российской Федерации есть разработки иммуноферментных и иммунохроматографических тест-систем для выявления возбудителя туляремии на основе применения моноклональных антител. Известно об иммунохроматографическом экспресс-тесте для выявления возбудителя туляремии (ИХ тест-система F. tularensis) производства Государственного научного центра прикладной микробиологии и биотехнологии. Иммунохроматографический метод также применим для подтверждения подлинности препаратов тулярина.  

## Дифференциальный диагноз
Необходимо исключить анаплазмоз, паратуберкулёз, кокцидиоз, бруцеллёз и чуму.

## Лечение
Больных с туляремией или подозрением на неё следует госпитализировать. Этиотропная терапия проводится аминогликозидами или тетрациклинами. Стрептомицин назначают обычно по 0,5 г дважды в сутки внутримышечно, а при лёгочной или генерализованной формах по 1,0 г 2 раза в сутки. Гентамицин применяют парентерально из расчёта 3—5 мг/кг/сут в 1—2 введения.
При рано начатом лечении, лёгком или среднетяжёлом течении любого варианта бубонных форм специфическая терапия проводится антибиотиками тетрациклинового ряда. Наиболее эффективен доксициклин в суточной дозе 0,2 г, чуть менее — тетрациклин (по 0,5 г 4 раза в сутки). Согласно рекомендации некоторых авторов, возможно применение и рифампицина по 0,3 г 3 раза в сутки, однако ВОЗ не рекомендует использовать противотуберкулёзные препараты для лечения других заболеваний. Продолжительность курса антибактериальной терапии составляет 10—14 дней. В случае рецидива назначается антибиотик, не применявшийся во время первой волны болезни. При нагноении бубона, появлении флуктуации необходимо хирургическое вмешательство — вскрытие лимфоузла и тщательное опорожнение его от гноя. Вскрывать везикулу, пустулу на месте укуса насекомого не следует! Патогенетическая — дезинтоксикационная терапия проводится по показаниям.
Выписка реконвалесцентов определяется состоянием пациента с учётом регресса размеров и воспалительных изменений со стороны соответствующих лимфатических узлов.

## Профилактика
Предусматривает контроль за природными очагами туляремии, своевременное выявление эпизоотии среди диких животных, проведение дератизационных и дезинсекционных мероприятий. В случае заболевания людей устанавливаются источники возбудителя инфекции и обстоятельства заражения. Дальнейшие мероприятия зависят от конкретной ситуации. В частности, при водной вспышке необходимо запретить употребление некипячёной воды; при трансмиссивном заражении временно ограничивают посещение мест, где оно могло произойти, и т. д. Специфическая профилактика (вакцинация) проводится живой туляремийной вакциной. Контингенты, подлежащие вакцинации, определяются центрами Роспотребнадзора. Всплеск заболеваемости людей туляремией в 2005 году связан с прекращением массовой вакцинации населения на территории природных очагов, необычайно большой численностью грызунов и кровососущих насекомых.

### Противопоказания к введению вакцины
Вакцину от туляремии нельзя вводить:
- детям до 7 лет;
- женщинам в период беременности или лактации;
- при наличии любых острых заболеваний;
- при бронхиальной астме,
- склонности к тяжёлым аллергическим реакциям;
- онкологических заболеваниях,
- любых формах иммунодефицита.

## Туляремия как биологическое оружие
Во время Второй мировой войны Япония провела испытания бактерии Francisella tularensis как потенциального оружия; в годы холодной войны возбудитель болезни хранился в США и СССР.
Заместитель начальника войск радиационной, химической и биологической защиты, начальник Управления по биологической защите МО РФ генерал-лейтенант медицинской службы Валентин Евстигнеев назвал туляремию в списке 37 наиболее опасных заболеваний, которых «стоит опасаться» и которые были взяты за основу для разработки средств защиты.